# Moose Garden

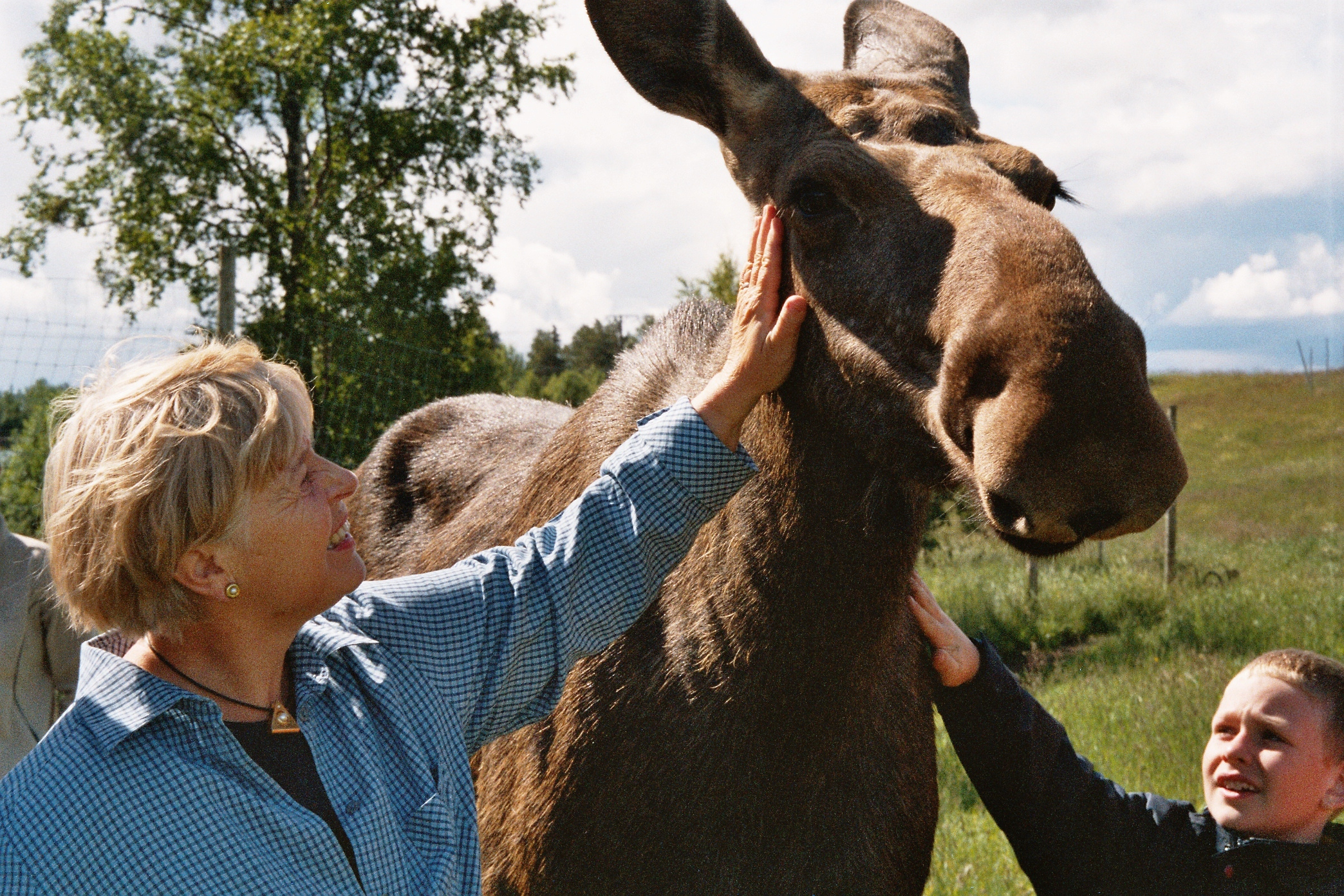
En av Moose Gardens älgar

Moose Garden är ett turistföretag i Orrviken utanför Östersund i Jämtland som inriktar sig på älgsafari i inhägnad. Företaget tillverkar också papper av älgspillning och producerar älgmjölk. Företaget startade älgfarmen Höga Kusten Moose Garden i Hornöberget 2004. 
År 2006 öppnade företaget en filial i polska Pommern Łosiowa Dolina, fyra mil söder om Gdansk. År 2007 beslutades att älgar från Moose Garden skulle återplanteras till Skottland.